# Mel Charles
Mel Charles (ur. 14 maja 1935 w Swansea, zm. 24 września 2016) – walijski piłkarz, grający na pozycji pomocnika. Karierę seniorską zaczął w 1952 w Cardiff City, gdzie w ciągu 7 lat zanotował 233 występy i strzelił 69 goli. W latach 1959–1962 występował w Arsenalu, gdzie wystąpił 60 razy, dwudziestoośmiokrotnie trafiając do bramki. Potem grał w Cardiff City – w latach 1962–1965 strzelił tam 24 gole, występując w 81 meczach. Następnie grał w Porthmadog, Port Vale, Oswestry Town i Haverfordwest County.
W latach 1955–1962 występował w reprezentacji Walii, m.in. uczestniczył w mundialu 1958. Strzelił dla reprezentacji 6 goli, w tym aż cztery w jednym meczu przeciwko Irlandii Północnej.